# 에리크 얀자
에리크 얀자(슬로베니아어: Erik Janža, 1993년 6월 21일 ~ )는 슬로베니아의 축구 선수로, 그가 주장으로 있는 구르니크 자브제와 슬로베니아 국가대표팀에서 레프트백으로 활약하고 있다.

## 구단 경력
얀자는 2010년 무라 05에서 시니어 경력을 시작했다. 무라 05에서 그는 라치오에 밀려 2012-13년 UEFA 유로파리그 플레이오프에 진출했다. 2013년 1월, 그는 돔잘레에 입단했고, 2015년 1월 마리보르에 이어 슬로베니아 프르바리가와 슬로베니아 컵 우승을 모두 차지했다.
2017년 1월, 얀자는 체코의 빅토리아 플젠에 입단하기 위해 해외로 이적했고, 이후 키프로스의 파포스로 임대되었다. 2018년 7월, 그는 크로아티아의 오시예크로 이적했다.
2019년 6월 28일, 그는 폴란드의 엑스트라클라사 클럽인 구르니크 자브제와 2년 계약을 체결했다. 2021년 11월 21일, 그는 레기아 바르샤바와의 경기에서 첫 골을 넣어 3-2 승리를 이끌었다. 그는 2022-23년 시즌을 앞두고 클럽의 주장이 되었다. 2024년 6월 15일, 얀자는 구르니크 자브제와 2026년까지 계약을 연장했다.

## 국가대표팀 경력
얀자는 16세 이하부터 21세 이하까지 슬로베니아 청소년 국가대표로 참가했다.
그는 2014년 11월 18일 콜롬비아와의 친선 경기에서 슬로베니아 국가대표팀 데뷔 전을 치렀다. 2023년 10월 14일, 그는 3-0으로 이긴 핀란드와의 UEFA 유로 2024 예선 전에서 국가대표팀 첫 골을 넣었다.
2024년 6월 7일, 그는 UEFA 유로 2024의 26인 선수단에 선정되었다. 개막전에서 얀자는 덴마크와의 경기에서 1-1 동점골을 넣었는데, 슬로베니아가 24년 전 마지막 참가 이후 유럽 선수권 대회에서 기록한 첫 골이었다.